# JokeRS Comedy
JokeRS Comedy ist eine deutsche Sketchcomedy-Serie, die erstmals 2018 auf YouTube ausgestrahlt wurde. Die Hauptbesetzung besteht aus Eddy Cheaib und Caroline Pharo. Zum weiteren festen Hauptcast, in immer wiederkehrenden Rollen, gehören Yasin Islek und Trish Osmond. Die Regie führt Cheaib selbst.

## Inhalt
Im Mittelpunkt der Sketch-Comedy stehen Eddy Cheaib, Caroline Pharo, Yasin Islek und Trish Osmond, sie spielen verschiedenste Figuren in den unterschiedlichsten Alltagsszenen aus Witzen die zu Sketchen umgewandelt wurden. Der Humor entsteht meist aus einer unerwarteten Pointe heraus oder aber durch das einzigartige Spielen der Protagonisten.

## Besetzung
| Schauspieler/in | Rolle               | Episoden |
| --------------- | ------------------- | -------- |
| Eddy Cheaib     | verschiedene Rollen | 1.01 -   |
| Caroline Pharo  | verschiedene Rollen | 1.01 -   |
| Yasin Islek     | verschiedene Rollen | 2.01 -   |
| Trish Osmond    | verschiedene Rollen | 3.01 -   |

## Rezeption

### YouTube-Kanal
Anfang Januar 2018 wurde für die Sketchshow ein eigener YouTube-Kanal unter dem gleichnamigen Titel eröffnet, der derzeit mehr als 17.000 Abonnenten  und über 3,6 Millionen Videoaufrufe  zählt.